# Île Low
Pour les articles homonymes, voir Low.
L'île Low est une île de l'Antarctique, appartenant aux îles Shetland du Sud. Revendiquée par le Chili et l’Argentine, elle est nommée Isla Baja par ce pays.
Située au sud-ouest de l'archipel, elle est distante de 22,5 km (au sud-est) de l'Île Smith.
Elle mesure 14 km de long et 8 km de large, et a une superficie de 181 km2 pour 64 km de côte. Sa caractéristique la plus notable est la basse altitude de l'île.

## Histoire
C’est à partir de 1820 que l'ile figure pour la première fois sur plusieurs cartes de chasseurs de phoques. Selon le Royaume-Uni l'archipel lui appartient depuis 1908 et, depuis 1962, il fait partie du Territoire antarctique britannique. Depuis respectivement 1940 et 1943 il est revendiqué par le Chili et l'Argentine. Depuis 1959 la zone est protégée par la Convention sur l'Antarctique.
Fin janvier 1898, un marin de l'expédition d'Adrien de Gerlache, Carl Wiencke, qui donnera son nom à l'île Wiencke, se noie en vue de l'île lors d'une tempête.